# 玻利瓦尔省 (厄瓜多尔)
玻利瓦尔（西班牙語：Bolívar）是厄瓜多尔中部的一个省，面积3,940平方千米，人口169,370。首府瓜兰达。省内大部分地区属高原气候，山麓地区则属热带气候。
玻利瓦尔省下设7市。
1. ↑  Citypopulation.de Population and area of Bolivar Province
2. ↑  Villalba, Juan. . Scribd.   [2019-02-05] （西班牙语）.